# GMC Chevette
O GMC Chevette é um sedã que foi fabricado de 1992 a 1995 pela General Motors do Brasil especificamente para o mercado argentino, onde foi vendido por revendedores Chevrolet e Renault. Isso foi o resultado de um acordo feito pelo qual Renault Trafics argentinos feitos pela CIADEA foram vendidos como "Chevrolets" no Brasil em troca da GM do Brasil ser autorizada a exportar Chevettes para a Argentina.

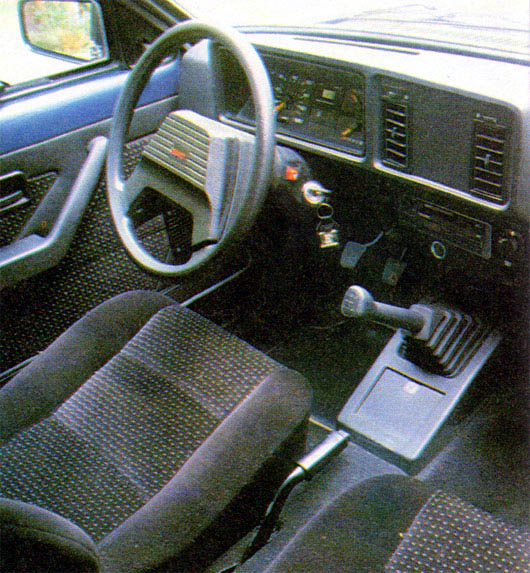
Interior de um GMC Chevette 1992

O Chevette era uma variação da plataforma T-car da General Motors, que inclui o Opel Kadett, Chevrolet Chevette e Isuzu Gemini. Oferecido como um sedã de 2 portas e como um sedã de 4 portas, era equipado com um motor de 1,6 litro com comando de válvulas no cabeçote, com um motor a diesel Isuzu de 1,8 litro disponível como opcional. Uma versão picape do Chevette foi vendida na Argentina como GMC 500.
O Chevette foi o único sedã a ser identificado como GMC. (Na América do Norte, a marca GMC comercializou apenas caminhões leves e pesados até o final dos anos 2000, quando a empresa adicionou crossovers.) Ele foi substituído no mercado argentino pelo Chevrolet Corsa em 1995.